# Passion Richardson
Passion Richardson (Estados Unidos, 25 de enero de 1975) es una atleta estadounidense retirada, especializada en la prueba de 4 x 100 m en la que llegó a ser medallista de bronce olímpica en 2000.

## Carrera deportiva
En los JJ. OO. de Sídney 2000 ganó la medalla de bronce en los relevos 4 x 100 metros, con un tiempo de 42.20 segundos, tras Bahamas y Jamaica, siendo sus compañeras de equipo: Chryste Gaines, Torri Edwards y Nanceen Perry.